# A végzet asszonya (film, 2020)
A végzet asszonya (eredeti cím: Fatale) 2020-ban bemutatott amerikai thriller, melyet David Loughery forgatókönyvéből Deon Taylor rendezett. A főszerepben Hilary Swank, Michael Ealy, Mike Colter és Geoffrey Owens látható.
Az Amerikai Egyesült Államokban 2020. december 18-án mutatta be a Lions Gate Entertainment. Magyarországon DVD-n jelent meg szinkronizálva 2021. április elején. Általánosságban vegyes kritikákat kapott.

## Cselekmény
Derrick Tyler egykori kosárlabdázó. Legjobb barátjával, Rafe Grimes-szel sikeres sportügynöki vállalkozást vezet Los Angelesben,  afroamerikai sportolókat képviselve. Feleségével, Tracie-vel feszült a viszonya, ezért belemegy egy egyéjszakás kalandba egy ismeretlen nővel. Amikor nem sokkal később betörnek hozzá, az ügyben kirendelt nyomozó, Valerie Quinlan nem más, mint alkalmi partnere.

## Szereplők
| Szerep                  | Színész        | Magyar hang        |
| ----------------------- | -------------- | ------------------ |
| Derrick Tyler           | Michael Ealy   | Varga Gábor        |
| Valerie Quinlan nyomozó | Hilary Swank   | Kisfalvi Krisztina |
| Rafe Grimes             | Mike Colter    | Zöld Csaba         |
| Bill Cranepool          | Geoffrey Owens | N/A                |
| Tracie Tyler            | Damaris Lewis  | Dobó Enikő         |
| Carter Haywood          | Danny Pino     | Posta Victor       |
| Lowe rendőrtiszt        | David Hoflin   | N/A                |
| Stallman rendőrtiszt    | Sam Daly       | N/A                |
| Tyrin Abenathy          | Tyrin Turner   | N/A                |
| Bumpy                   | Compton Menace | Gacsal Ádám        |
| Micaela                 | Kali Hawk      | Hábermann Lívia    |
| Valeria, Derrick anyja  | Denise Dowse   | Zsurzs Kati        |
| Elsőtiszt               | Ian Stanley    | N/A                |

## A film készítése
2018 augusztusában Hilary Swank csatlakozott a film szereplőihez, Deon Taylor a rendező, David Loughery pedig a forgatókönyvíró lett. Taylor, Roxanne Avent és Robert F. Smith lettek a film producerei, Hidden Empire Film Group nevű produckiós cégükön keresztül. Az Endeavour Content szintén a film gyártója volt. 2018 szeptemberében Michael Ealy, Mike Colter, Damaris Lewis, Tyrin Turner és Geoffrey Owens csatlakozott a filmhez.
A film forgatása 2018 szeptemberében kezdődött Los Angelesben.

## Bemutató
2019 augusztusában a Lions Gate Entertainment megszerezte a film terjesztési jogait. Kezdetben 2020. június 19-én tervezték a bemutatót, de a Covid19 világjárvány miatt elhalasztották. Ezt követően az új premierdátum 2020. október 30. lett, azonban október elején kiderült, hogy a bemutató 2021-re csúszik. Végül 2020. november 23-án előrébb hozták 2020. december 18-ra. A Lionsgate Video on Demand platformon 2021. január 8-án adta ki.

## Fordítás
- Ez a szócikk részben vagy egészben  a   Fatale (film) című angol Wikipédia-szócikk fordításán alapul.  Az eredeti cikk szerkesztőit annak laptörténete sorolja fel. Ez a jelzés csupán a megfogalmazás eredetét és a szerzői jogokat jelzi, nem szolgál a cikkben szereplő információk forrásmegjelöléseként.